# 고려일보
《고려일보》(高麗日報, 러시아어: Корё ильбо)는 카자흐스탄의 알마티에서 발간되는 재소동포들의 한국어 신문이다.

## 고려
1923년 3월 1일 블라디보스토크에서 《선봉》이란 한글 가로쓰기 신문으로 창간되었다.
1930년대 소련이 고려인을 강제 이주시킨 이후, 1938년 5월 키질로르다에서 《레닌 기치》(-旗幟,러시아어: Ленин кич)라는 이름으로 바꿔 공산당 기관지로 발간하였다. 발간 당시 소련에서 발행되고 있는 한글 신문으로는 《레닌기치》 이외에 유즈노 사할린스크의 지방 신문인 《레닌의 길로》(현 《새고려신문》)도 있었지만 《레닌기치》는 유일하게 전소련에서 구독할 수 있는 한글 신문이었다. 소련 다민족 가정의 친선, 국제주의식 통일과 집단주의, 소련의 고려인들의 생활을 보여주는 자료들이 지면의 중요한 자리를 차지했다. 당시에는 주 6회 발행하던 일간신문으로 한인집단거주지인 타슈켄트·키질로르다·두샨베·비슈케크 등지에 지사를 두었다. 한때 4만 부가 발행되던 적도 있었다.
1978년 8월에 알마티로 이전하였다. 1982년부터 사진식자기에 의한 방법으로 활자를 바꾸어 전신문을 한글로만 제작하였다. 소비에트 연방 붕괴 및 카자흐스탄의 건국과 함께 1991년 5월부터 제호가 지금의 《고려일보》으로 개칭되어 지금까지 발간되고 있다.
1990년대에 이르러 대한민국과의 교류가 허용(한러 관계 참조)되면서 많은 기업체와 종교단체들이 들어오기 시작하자 이로 인한 직원들의 이직과 재정난 등이 겹쳐 《고려일보》는 주 5회 발행되던 것을 주 3회로 줄이고 심지어 1부는 러시아어판을 내기도 했다. 그리고 1992년 후반부터는 한글판 1부, 러시아어판 1부를 합쳐 주 1회 발행되고 있다.

## 구성
레닌기치 신문사에는 주필인 한 인노겐치, 부주필 윤수찬을 중심으로 편집국, 당생활 및 선전부·농업부·문화문예부·국제보도부·공업부·독자투고 및 대중사업부 등 60여명과 본사기자·직외기자·특파원 등이 직원으로 있었다.
신문 전지 4면이며 사진식자기 6대와 서독제 옵셋인쇄기로 제작되었다. 1면은 정치, 즉 소련 공산당의 중요한 정치기사, 2면에는 1면 뉴스에 대한 해설이나 공화국내 중요기사, 그리고 3면에는 지방뉴스들을 게재하였다. 특히 4면에는 매달 2,3번 정도 문예면을 실어 재소동포들의 문예작품의 유일한 발표장이 되었다.
문예면에는 시·수필·단편소설·문예평론 등 다양한 문예작품들이 발표되었는데, 1980년 이후 《레닌기치》에 발표된 재소동포들의 단편 소설은 강대수의 <우정> 외 10여 명의 작품이 20여 편이나 된다.

## 의의
재소동포 평론가 한진이 주장하듯이 《레닌기치》는 재소동포들의 생활을 진실되게 반영하기 때문에 많은 재소동포들의 공감을 얻었다. 또한 뿐만 아니라 많은 재소동포 시인들이 탄생하게 되었는데, 연성용·강태수·김두철·우제국·이은영·정장길 같은 시인들이 그 예이다. 즉, 소련에서 재소동포들이 한글과 한국어를 100년 이상 존속시키는 데 가장 큰 공을 세웠다고 할 수 있다.

## 참고 문헌
- 신연자, 《소련의 고려사람들》, 1988년, 동아일보사